# Brigitte Senut
Brigitte Senut 27 de enero de 1954 (71 años) es una paleontóloga y primatóloga francesa.

## Biografía
Luego de una maestría en geología por la Universidad Pierre y Marie Curie en 1975, se especializó en paleontología de vertebrados y en paleontología humana, obteniendo en esos dominios un Diploma de Estudios Avanzados en 1976 (un tipo de diploma desde entonces reemplazado en Francia por el segundo año de master); y su tesis de doctorado en 1978.
Profesora en el Museo Nacional de Historia Natural de Francia, es una especialista en evolución de simios y humanos, a veces percibida como « herética » en su lucha contra los estereotipos.
Después de 1986, dirige expediciones sobre el terreno, en África (Uganda, Kenia, Namibia, Sudáfrica, Angola, y Botsuana).
Junto con Martin Pickford, su compañero de vida, identificó los restos de 'Orrorin tugenensis y de Ugandapithecus major.

## Algunas publicaciones

### Libros
- sylvain Adnet, brigitte Senut, thierry Tortosa, romain Amiot, julien Claude, sébastien Clausen, anne-laure Decombeix, vincent Fernández, grégoire Métais, brigitte meyer-Berthaud, serge Muller. 2013. Principes de paléontologie. Sciences de la Terre. Ed. Dunod, 320 pp. ISBN 2100703137, ISBN 9782100703135

- martin Pickford, brigitte Senut. 2010. Karst Geology and Palaeobiology of Northern Namibia. Memoir 21 (Geological Survey (Namibia) Ed. Ministry of Mines & Energy, Geological Survey of Namibia, 74 pp. ISBN 9994571354, ISBN 9789994571352

- brigitte Senut, michel Devillers. 2008. Et le singe se mit debout... Ed. Albin Michel, 192 pp. ISBN 2226216898, ISBN 9782226216892

- martin Pickford, brigitte Senut. 1999. Geology and Palaeobiology of the Namib Desert Southwestern Africa: Geology and history of study, Memoir 18 / Geological Survey of Namibia, Ministry of Mines and Energy. Ed. Geological Survey, 155 pp.

- brigitte Senut. 1996. Titres et travaux de Brigitte Senut, 108 pp.

## Honores
- 2000: medalla de plata del CNRS[4]

- 2002_ caballero de la Orden Nacional del Mérito (Investigación)[5]

- 2008: caballero de la Orden Nacional de la Legión de Honor (Investigación)

- 2008: Premio Irène Joliot-Curie científica del año.[6]

- Portal:Biografías. Contenido relacionado con Zoología.
- Portal:Biología. Contenido relacionado con Taxonomía.
- Portal:Dinosaurios. Contenido relacionado con Dinosaurios.
- Portal:Historia de la ciencia. Contenido relacionado con Historia de la ciencia.

## Abreviatura (zoología)
La abreviatura Senut  se emplea para indicar a Brigitte Senut como autoridad en la descripción y taxonomía en zoología.